# Onze-Lieve-Vrouw-Geboortekerk (Donk)

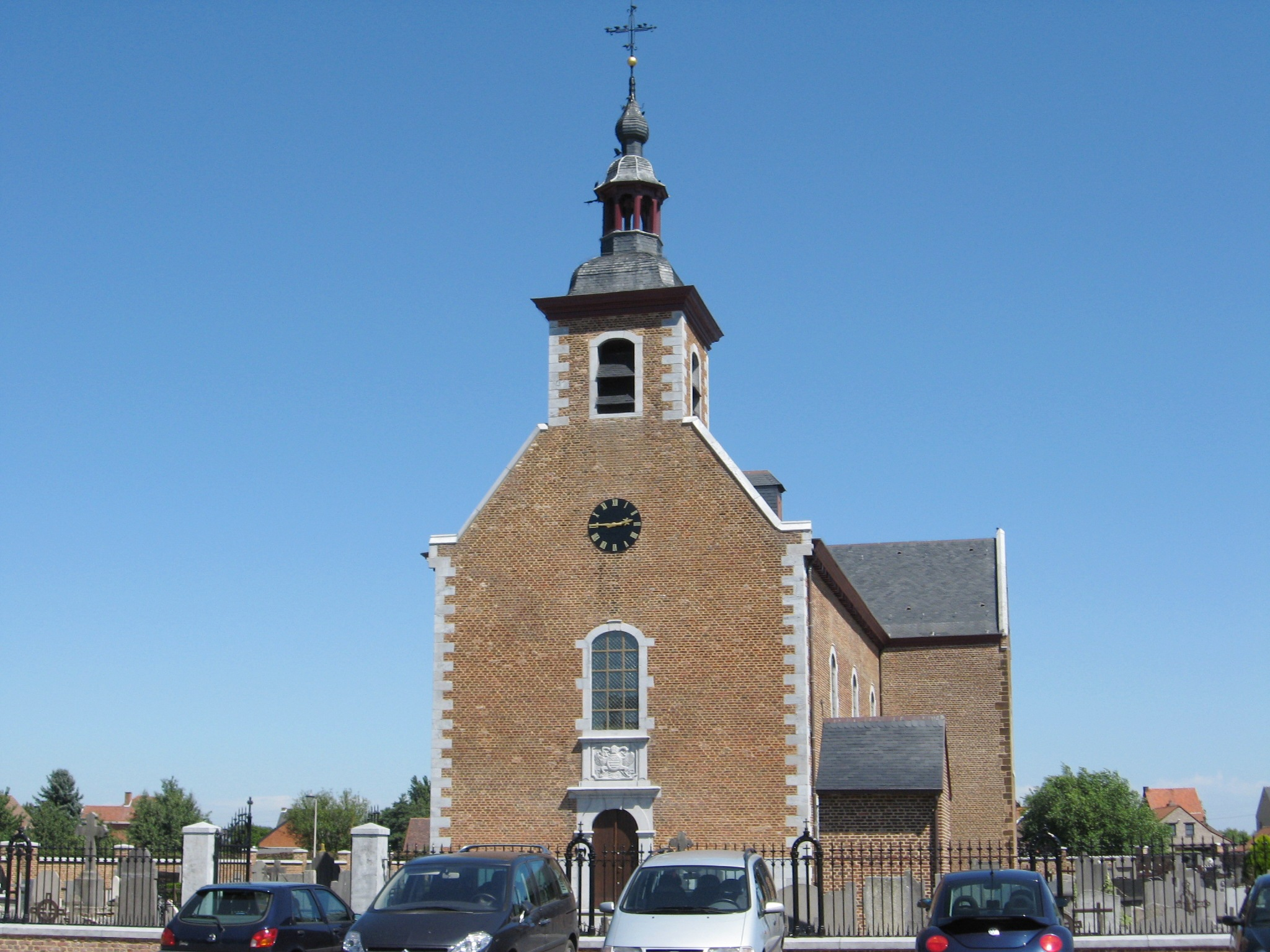
Onze-Lieve-Vrouw Geboortekerk

De Onze-Lieve-Vrouw Geboortekerk is de parochiekerk van Donk, gelegen aan Dorpsstraat 8.

## Geschiedenis
Deze kerk werd gebouwd in 1752 in opdracht van Joseph van Herck, die abt was van Abdij van Sint-Truiden. Deze verving de kerk van de priorij, die 1500 meter noordelijker stond, maar van wateroverlast te lijden had. De huidige kerk werd op een droger plaats neergezet, waar zich heide bevond.
Het classicistische bakstenen zaalkerkje werd ontworpen door G. Dereux. In 1895 werd een transept toegevoegd. In 1940 werd de kerk beschadigd na een beschieting door het Belgische leger, en nog tijdens de oorlog hersteld. In 1974 werd het kerkje beschermd als monument, en gerestaureerd.

## Gebouw
Het is een bakstenen gebouw op een plint van ijzerzandsteen. Ook is er kalksteen in het kerkje verwerkt, zoals in de hoekbanden en de gevelomlijstingen. Het vierkante torentje heeft een klokvormige spits, voorzien van een lantaarn en een peervormige bekroning. Het geheel is bedekt met leien. De toren is een verkleinde uitvoering van de toren van de Abdij van Sint-Truiden.
Het portaal is voorzien van een wapenschild en het opschrift: sic placet domino.
De kerk is omringd door een begraafplaats.

## Interieur
Het interieur is bepleisterd met stucwerk in Lodewijk XV-stijl. Een aantal voorwerpen zijn afkomstig uit de oudere kerk, zoals een 12e-eeuws doopvont, voorzien van vier koppen; twee renaissancedeuren met houtsnijwerk; een Sint-Hubertus (18e eeuw); een liggende Onze-Lieve-Vrouw van Baring (18e eeuw) en een 17e-eeuws schilderij, voorstellende de Calvarieberg met Sint-Catharina en Sint-Nicolaas.
Uit de tijd van de bouw (1752) zijn twee zijaltaren in rococostijl, de houten wandbekleding van het koor, preekstoel, biechtstoel en orgelkast, een lezenaar en het hoofdaltaar. Voorts zijn er enkele 19e-eeuwse kunstwerken, zoals een altaarstuk en de kruiswegstaties.
In de kerk bevindt zich de grafsteen van de gebroeders Reinier en Godfried Voskens, beide pastoor.

## Devotie
Tot de liggende madonna ging men sinds ongeveer 1700 op bedevaart: Tot Onze-Lieve-Vrouw ten Donck gaat men om een jonck. Naast kinderloosheid kwam men er ook om een man te bekomen, een gelukkige bevalling, moedermelk en dergelijke.